# AZ Zeno
Het AZ Zeno (Algemeen Ziekenhuis Zeno) is een ziekenhuis aan de Kalvekeetdijk in de Belgische gemeente Knokke-Heist. Naast de hoofdvestiging te Knokke-Heist heeft het ziekenhuis campussen te Blankenberge en te Maldegem.

## Geschiedenis
AZ Zeno is een fusieziekenhuis: in 1993 fuseerden het Fabiolaziekenhuis van Blankenberge en het ziekenhuis O.L.V. Ter Linden van Knokke. De naam van het fusieziekenhuis werd AZ Gezondheidszorg Oostkust. Op 1 januari 2014 werd de naam gewijzigd in AZ Zeno.
Anno 2018 telt AZ Zeno 870 personeelsleden en 100 artsen.

## Nieuwbouw
Het nieuwe ziekenhuis te Knokke-Heist werd gebouwd ter vervanging van de campus aan de Graaf Jansdijk waar uitbreiding omwille van plaatsgebrek niet meer mogelijk was. De werken aan de nieuwbouw startten in 2007 en het gebouw werd uiteindelijk op 22 maart 2018 in gebruik genomen. Het is een zeer modern bouwwerk met veel glas. Het lijkt als een wolk te zweven tussen een groene omgeving. Een verwarmingsketel op basis van biomassa zorgt voor 65% van de nodige warmte. Er is plaats voorzien voor een helihaven.
Het ziekenhuis te Knokke heeft een erkenning voor 270 plaatsen in volledige opname en 50 plaatsen in dagkliniek.

## Antroposofische geneeskunde
De antroposofische geneeskunde is een zogenaamde complementaire geneeskunde die zich baseert op de ideeën van Rudolf Steiner. Artsen en directieleden van AZ Zeno Knokke hebben de voorbije jaren meerdere antroposofische ziekenhuizen bezocht en in 2018 zijn er introductie-zaterdagen antroposofische geneeskunde in het AZ van Knokke geweest. Het AZ Zeno richt ook een antroposofische verpleegsteropleiding ‘complementaire zorg’ in.

## Galerij

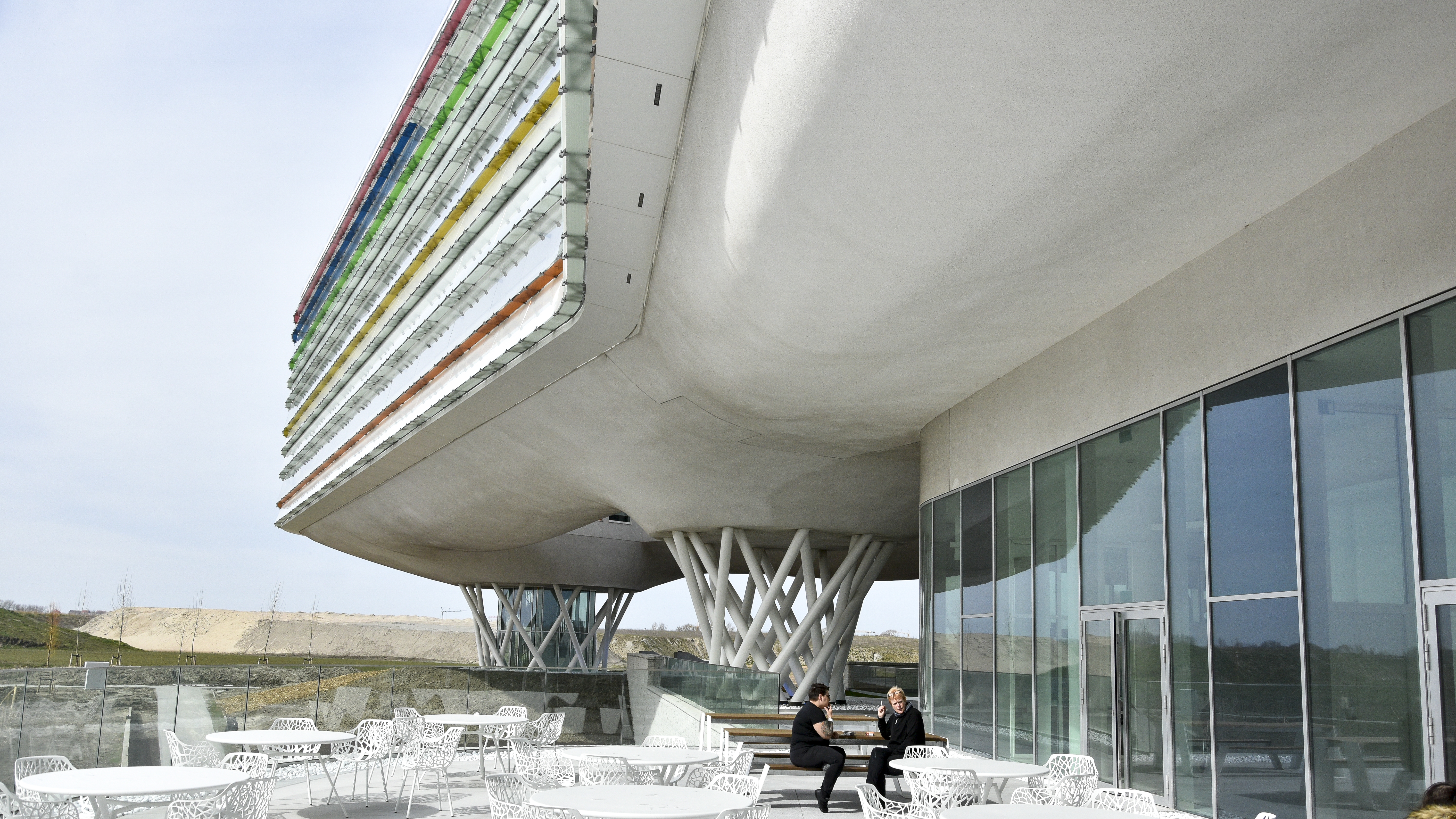
Een terras
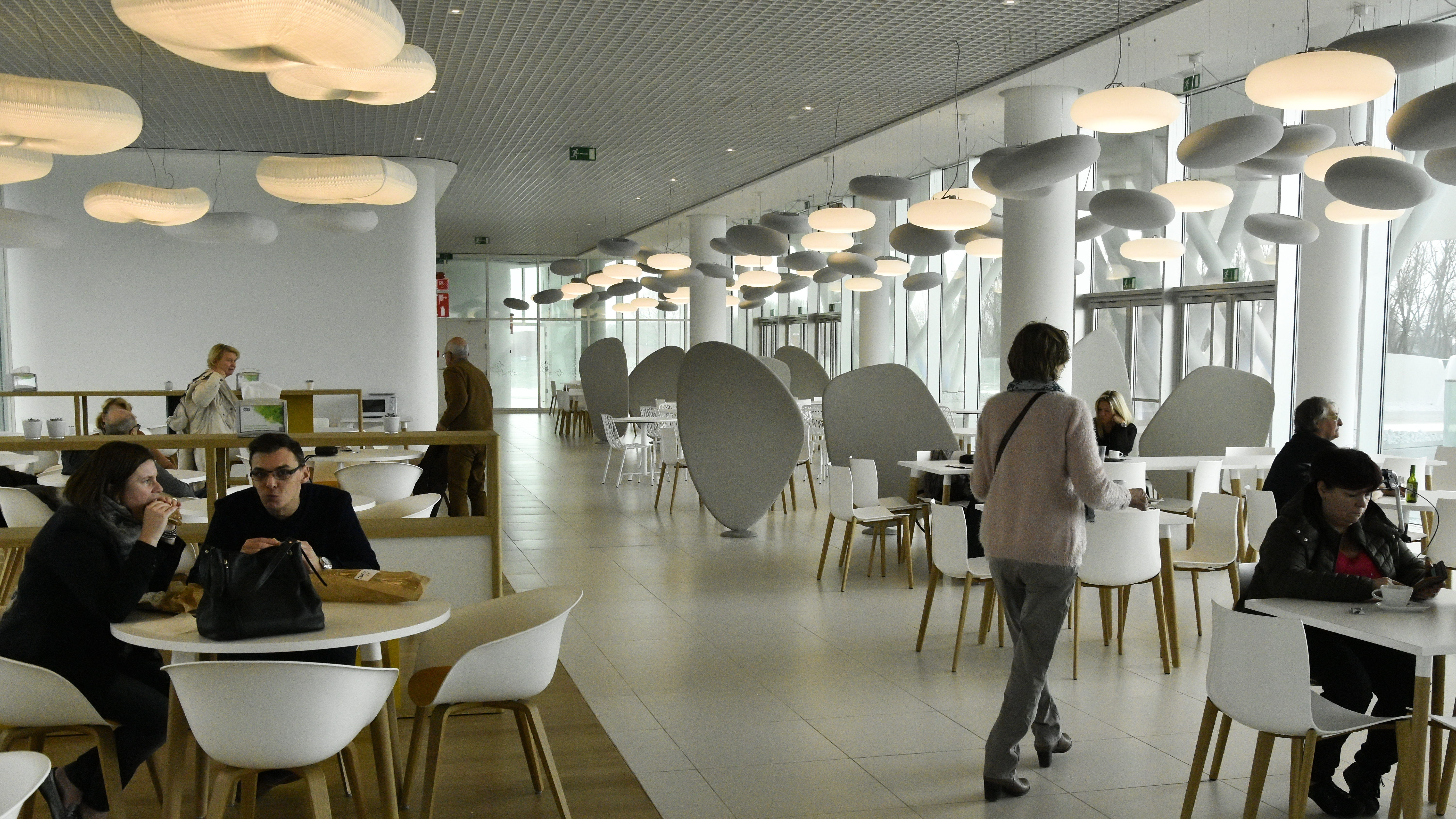
Een cafetaria
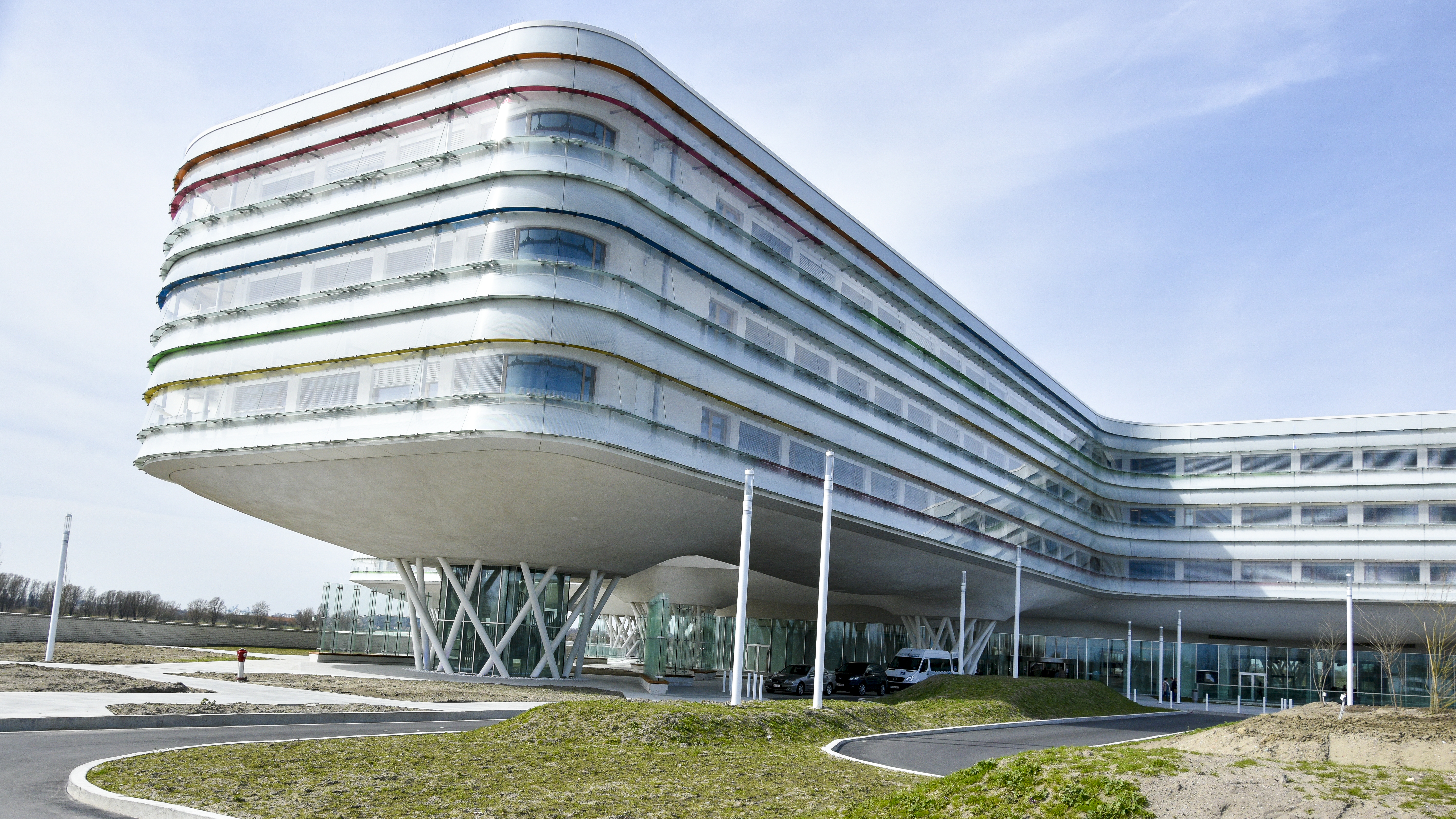
Een vleugel